# گرو بیزانتس
گرو بیزانتس (۳ نوامبر ۱۹۳۵–۱۷ اکتبر ۲۰۱۴) یک مربی فوتبال اهل کشور آلمان بود. وی برای تیم‌های اف سی کلن و ویکتوریا کلن بازی کرده‌است. از سال ۱۹۸۲ تا ۱۹۹۶ او سرمربیگری تیم ملی فوتبال زنان آلمان را بر عهده داشت که در این میان آن‌ها موفق شدند سه بار در سال‌های ۱۹۹۱، ۱۹۸۹ و ۱۹۹۵ قهرمان جام یوفا شوند. او همچنین مدیر پیشرو فدراسیون فوتبال آلمان از سال ۱۹۷۱ تا ۲۰۰۰ در حوضه امکانات آموزشی مربیان بود؛ که بعد از او این عنوان به ریش روته‌مولر رسید. او همچنین مربی کلن (آماتورها)، لورکوزن، تی او اس لیندلار(TuS Lindlar) و تیم ملی فوتبال ب آلمان بوده‌است.